# Гуманоид (фильм)
«Гуманоид» (итал. L'Umanoide) — научно-фантастический приключенческий фильм итальянского режиссёра Альдо Ладо (по некоторым данным фильм был снят в соавторстве с Антонио Маргерити, который в титрах был не указан), вышедший на экраны в 1979 году. В Италии фильм был также известен под иным названием — Cosmos King (то есть «Король космоса» или «Король вселенной»).

## Сюжет
С тех пор, как завершилась ужасающая ядерная война, прошло 25 лет. Наступило время относительного мира, а на планете Земля было создано новое общество и новое государство, расположившееся в пустыне в городе Метрополис.
Вся власть в обществе принадлежала Совету, опиравшемуся на отряды сил безопасности. Подобная идиллия не всем нравилась, одним из таких людей был Граал, беглый преступник и родной брат председателя Совета. Ещё опаснее был доктор Краспин, ранее осужденный, а нынче также находящийся в бегах. Он мечтал проводить свои эксперименты на людях, но вся его деятельность пошла на смарку из-за его ассистента Барбары Гибсон. В надежде отомстить своим врагам и Барбаре в частности беглый преступник и чокнутый учёный объединили свои усилия, спрятались в отдаленной системе, пригодной для жизни, и начали создавать свою армию и готовиться к нападению на Метрополис. Фильм начинается с того, что похищенный тюремный корабль уничтожает патрульный челнок.
Расправившись с хозяевами тюремного судна, Граал направился к Метрополису, чтобы раздобыть в университете Гроувен редкий компонент с маркировкой «Ж», который давно хотел заполучить Краспин. Вторым пожеланием доктора в данной операции было убийство Барбары Гибсон. По счастью, незадолго до «чистки» в университете девушка покинула учебный центр по просьбе своего ученика Том Тома. Все, кого она знала, погибли в тот день.
После заполучения необходимого компонента слуги Граала захватили в плен пилота по имени Голоб. Краспин решил, что именно на нём можно поставить очередной эксперимент: создание гуманоида, покорного и хладнокровного воина-убийцы. Из добытого компонента был изготовлен микрочип, который впоследствии был расположен на лбу у Голоба, преобразованного в Гуманоида с тем чтобы контролировать все его действия. Почти сразу же опасного монстра отправили в Метрополис, где он без труда расправился с охраной и направился в здание совета.
Краспин был вне себя от радости, с превеликим удовольствием он демонстрировал возможности Гуманоида на полигоне своим союзникам, Граалу и его подруге леди Агате. Последняя была тяжело больна, и Краспин снабжал её сывороткой из человеческой крови, чтобы она выглядела вечно молодой. Когда Гуманоид пробрался в Совет, приказ был изменен — Краспин вспомнил о Барбаре и направил убийцу к ней в дом.
Удивительным образом её ученик — Том Том — сумел остановить этого громилу в последний момент. С помощью медитации мальчик убедил Голоба в том, что они ему не враги, и избавил от влияния Краспина. Пока мальчик пытался помочь Гуманоиду, солдаты Граала похитили Барбару. Почти сразу же на поиски девушки отправились Том Том, Голоб и их новый друг Ник — глава сил безопасности, но времени оставалось мало, потому что Краспин уже решил, как отомстить своей бывшей ассистентке: изготовить для леди Агаты очередную порцию сыворотки из крови похищенной девушки.
Однако этого не произошло: Голоб сумел вызволить Барбару из машины по откачиванию крови, и леди Агата буквально на глазах начала таять, превратившись в конце концов в обезображенный труп. Краспин в это время пытался подготовить к запуску огромную капсулу с компонентом «Ж», с тем, чтобы обзавестись целой армией гуманоидов. Пока персонал базы был охвачен паникой, Краспин сгорал в огне ракеты с компонентом «Ж», а половина армии Краспина пыталась устранить противников, Граал отправился на свой корабль, чтобы покинуть комплекс.
Увидев, что Граал пытается бежать, Голоб и Ник попытались проследовали за ним на борт. Его учесть была не более завидной, чем у Краспина: Голоб буквально раздавил злодея в его темных доспехах.
После того, как все встало на свои места, Том Том сообщил Барбаре печальную и в то же время хорошую весть: он должен покинуть их мир, чтобы лететь дальше, туда, где случилась беда, потому что его миссия здесь была окончена, потому что он сумел спасти тех, кто был ему дорог.

## В ролях
- Ричард Кил — Голоб
- Коринн Клери — Барбара Гибсон
- Леонард Манн — Ник
- Барбара Бах — леди Агата
- Артур Кеннеди — доктор Краспин
- Иван Рассимов — лорд Граал
- Марко Йех — Том Том
- Массимо Серато — большой брат

## Производство
«Гуманоид» снимался в 1978 году, когда технологии по реализации спецэффектов сильно ограничивали создателей фантастических фильмов и не позволяли снять картину, в которой бы полностью реализовались все их идеи и мечты. Тем не менее этот проект мог бы считаться успешным, однако он так и не стал настолько популярным как, например, Стар Трек, у которого и спустя десятилетия существует великое множество поклонников. Фактически, картина не имела широкого распространения за пределами Италии. Съемки фильма проходили в павильонах Cinecitta Studios в Риме, также работа шла на студии в Израиле, а также, по неподтвержденным данным, в ЮАР.
Ричард Кил, сыгравший роль Голоба, был выбран на эту роль из-за своего необычного роста (2 метра 18 см), и известен современному телезрителю по фильмам о Джеймсе Бонде, где актёр также сыграл весьма необычного персонажа по имени Челюсти. Главную злодейку — леди Агату — сыграла небезызвестная Барбара Бах, также снимавшаяся в одном из фильмов про известного шпиона, в том числе вместе с Р. Килом.

## Художественные особенности
Несомненно, что на сюжет «Гуманоида» сильно повлиял фильм «Звёздные войны», вышедший годом ранее. Многие идеи этой вселенной просматриваются на протяжении всей итальянской картины, будь то сами герои или космические корабли. Например, звездолет Голоба очень сильно похож на «Тысячелетний сокол», космический корабль контрабандиста Хана Соло, а дружелюбный робот-собака Кип напоминает преданного дроида R2-D2. Один облик главного злодея в «Гуманоиде» заставляет телезрителя вспомнить о куда более страшном герое из вселенной «Звёздных Войн» — Дарта Вейдера, шлемы которых в одинаковой степени напоминают шлемы японских самураев. В то же время, некоторые итальянские критики отмечали, что фильм является не просто дешёвым клоном Звёздных войн, а нечто большим. Так Луис Поль в своей книге Italian Horror Film Directors называл картину тёмной космической оперой, обладающей совершенно изумительной развлекательностью.
В отличие от известной саги Стар-Трек, в «Гуманоиде» как таковых нет инопланетян. Однако в самом конце фильма за мальчиком прилетает космический корабль внеземного происхождения. Хозяева этого судна появляются по сюжету фильма и раньше, но в кадре видны явно нечеловеческие лица. Эти существа слушаются мальчика, оберегают его, а в случае опасности помогают ему и его друзьям расправиться с врагами (с помощью луков со световыми стрелами).

## Интересные факты
- По меньшей мере одна сцена была вырезана в версии, вышедшей в Великобритании, — это сцена, в которой показано, как доктор Краспин готовит для леди Агаты очередную дозу сыворотки из крови только что приведенной жертвы. В этой сцене актриса сыграла обнаженную женщину, в тело которой разом вонзались тысячи игл, через которые кровь откачивалась для последующей обработки.